# チェスター (ペンシルベニア州)
チェスター（英: Chester）は、アメリカ合衆国ペンシルベニア州南東部のデラウェア郡にある都市。人口は3万2605人（2020年）。フィラデルフィアの南西25キロメートルのデラウェア川に沿いに位置している。

## 歴史
チェスターのある地域で最初のヨーロッパ人開拓者がスウェーデン人だった。かれらはそこをフィンランディア（ラテン語のフィンランド）と呼び、続いてアップランドと呼んだ（スウェーデンのウップランド地方から採られた）。1641年に開拓地を守るためのメコポナッカ砦を建設した。

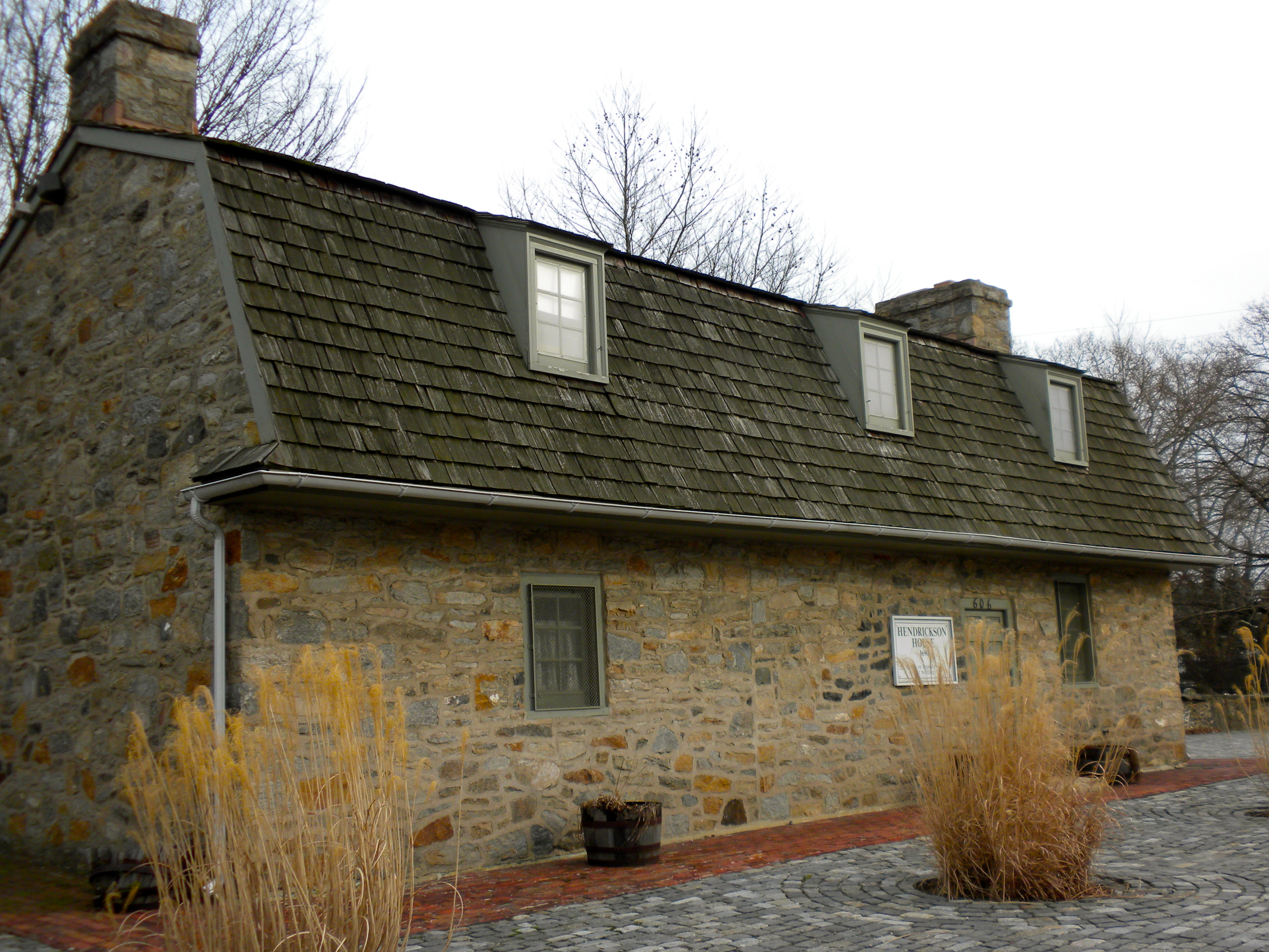
ヘンドリクソン邸、1690年にスウェーデン人農夫がチェスターで建設、1958年にウィルミントン移設された

1682年までに、アップランドは新しいペンシルベニア植民地で最大の人口を抱えた町になっていた。10月27日、帆船のウェルカムが町に到着し、初めて植民地を訪れるウィリアム・ペンを乗せてきた。ペンはその開拓地をイングランドの都市チェスターに因んで改名した。
チェスターは当時デラウェア川からサスケハナ川まで広がっていたチェスター郡の郡庁所在地だった。1789年、新設されたデラウェア郡の郡庁所在地に変わったが、1851年に郡庁をメディアのボロに移された。郡庁舎は新しい市役所の近くにある。チェスター郡は内陸の郡となり、郡庁所在地はウェストチェスターになった。
チェスターの海軍造船所から南北戦争の間に北軍に艦船を供給しており、その後の戦争でもアメリカ海軍に供給していたが、第二次世界大戦後はフィラデルフィアの造船所が支配的なものに変わった。南北戦争後のアメリカで最大の造船所はジョン・ローチのデラウェア川鉄鋼船建造およびエンジン工場であり、やはりチェスターにあった。サン造船所および乾ドック会社後のペンシルベニア造船所および乾ドック会社がチェスターにあったが、1990年に閉鎖された。アメリカ海軍の艦船で軽巡洋艦USSチェスターおよび重巡洋艦チェスターと命名されたものが2隻あった。
1917年4月10日、チェスターに近いエディストーン弾薬会社で爆発が起こり、133人が死亡したが、その大半は女性だった。
チェスターはホーギー・サンドウィッチの誕生地を自称する多くの場所の1つである。「ロックンロールの揺籃」とも呼ばれている。これはビル・ヘイリーとそのコメッツがチェスター地域で最初に演奏し、その本部を維持したからだった。
アメリカ合衆国国家歴史登録財に登録された場所として、デラウェア郡国定銀行、1724年建築チェスター郡庁舎、フィラデルフィア電力会社のチェスター水際発電所、旧メイン・アンド・ケミストリー・ビル、ウィリアム・ペンの上陸地、元第2通り橋がある。

## 経済
チェスターはその基幹産業である造船と自動車製造が1960年代には既に無くなり始め、人口では1950年の66,000人以上から、2000年の37,000人と半減した。市が衰退すると貧困率と犯罪率が上がった。1995年、ペンシルベニア州はチェスター市を財政逼迫自治体に指定した。それから間もなく、市の教育学区が州内501教育学区の最下位にランクされ、2001年、州の教育関係役員が営利団体であるエディソン・スクールと契約して3年間市の教育学区を運営させることになった。

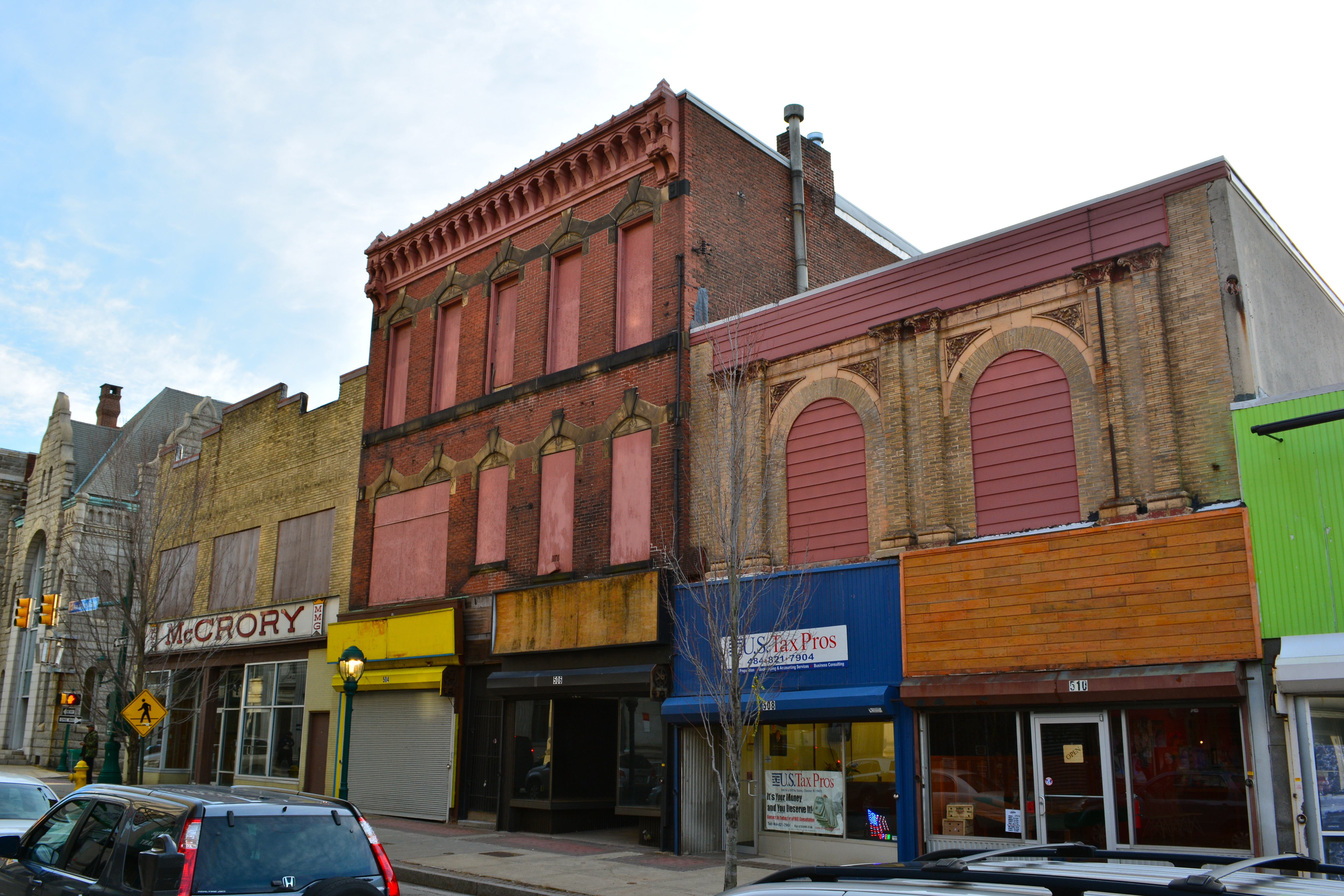
チェエスター中心街のアベニュー・オブ・ザ・ステート

チェスターがペンシルベニア州の機会地域計画に適用されることになったとき、企業は州と地方の減税を受け入れて、この計画地域に指定されたペンシルベニア州南東部の市に投資を始めた。リバータウン桟橋は6,000万ドルを掛けてペンシルベニア電力会社の広さ396,000平方フィート (36,800 m2) の発電所を改修するものだった。これは、当初1918年にチェスターで建設されたものであり、水際を地元住民に戻し、地元の新しい努力のためにレクリエーションと事務所の空間を提供するものだった。アドミンサーバーは新興の保険ソフトウエア・ソリューションの会社であり、市場の注目を集めた。サン造船所は造船施設の一部をより小さな荷役施設に転換し、その株を売った後、残った場所をペンシルベニア州矯正施設チェスターなど新しい利用者に売却した。ハラーのカジノとレーストラックが2005年から施設を建設し始め、2006年9月にはデラウェア川沿いで繋駕速歩競走を始め、2007年1月にはラシノ（併設カジノ）を始めた。

## 市政府

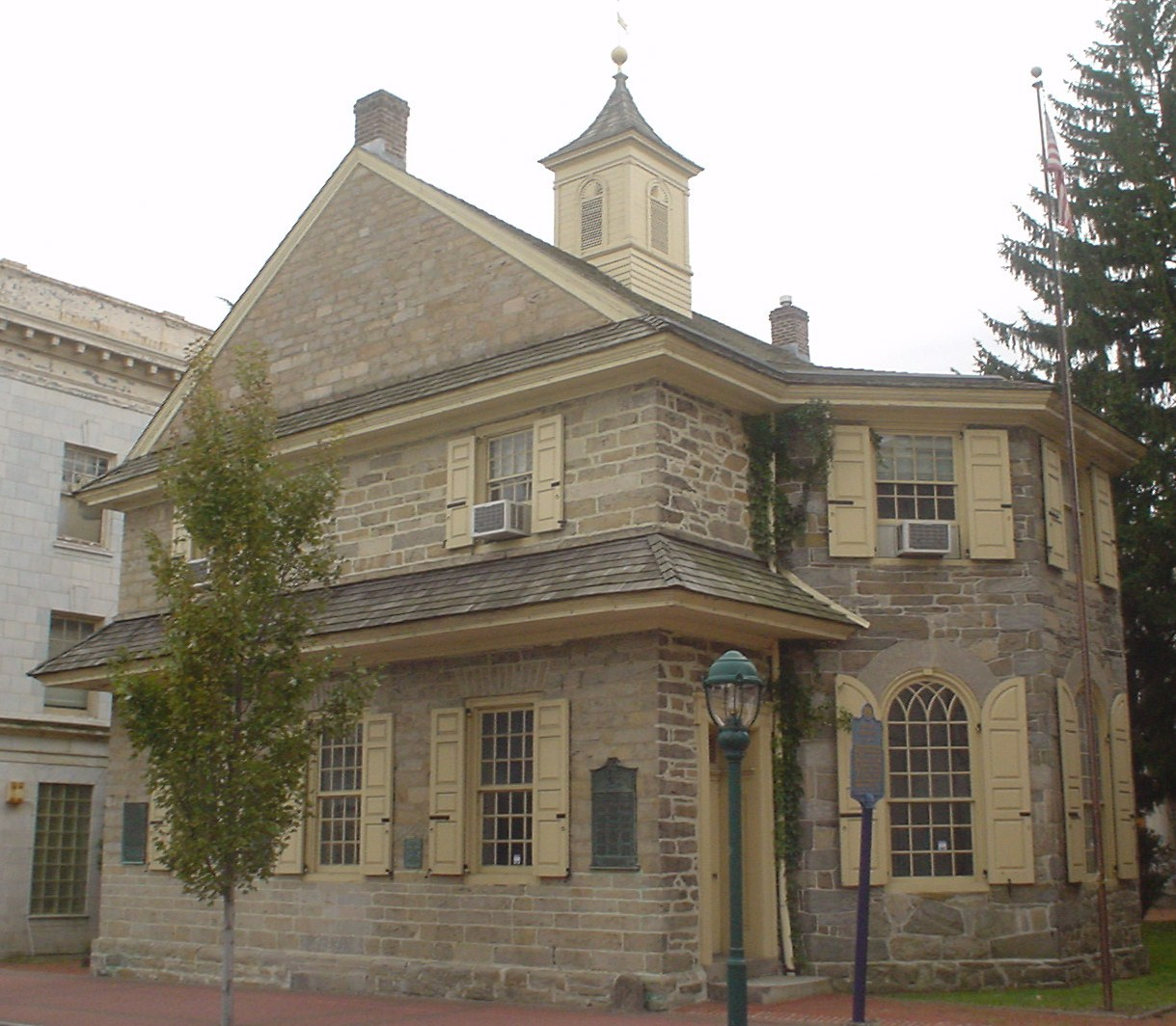
1724年建築のチェスター郡庁舎、1967年まで使われていた

チェスター市の政府は市長・市政委員会方式を採用している。任期は4年間である。
市政委員会は4人の委員と議長である市長の5人で構成されている。市政委員は市全体を選挙区に選出されている。委員会は通常毎月第2および第4水曜日に開催される。市の管理法典に従い、各委員は5つ有る市の部門の1つの部門長を務めている。
チェスター市は第3等級市であり、1980年4月20日の住民投票で自治憲章を承認された。自治形態の政府では、市政委員会に立法権が与えられ、条例、規則、規制を策定して、市が市民に健康、安全、福祉を与えられるようにしている。
ペンシルベニア州矯正省が市内にある薬物治療施設である州立矯正施設チェスターを運営している。
アメリカ合衆国郵便公社がチェスター郵便局を運営している。

## 犯罪
2010年チェスターでは24件の殺人があり、人口10万人当たりの発生率では64.3となった。2010年の高い殺人件数率により、以前は警察署長を務めていた当時の市長ウェンデル・N・バトラーが、「緊急事態」を宣言し、市警察全体には12時間シフト体制、デラウェア郡保安官部とペンシルベニア州警察からは支援体制、市内犯罪多発地5か所における午後9時から午前6時までの夜間外出禁止令を発行した。この「緊急事態」は34日間続き、PPLパークのオープンと一致していたが、市内の犯罪が多いウェストエンドで3歳の幼児が殺されたことが引き金になった。2009年の殺人件数は14件、2008年は17件、2007年は27件、2006年は18件、2005年は15件、2004年は19件、2002年は12件、2000年は19件、1999年は9件だった。2003年と2001年の犯罪記録は無い。
2011年4月、誕生日パーティ銃乱射事件で2人が死に、7人が負傷して、全国紙のトップ記事になった。

## 地理
チェスターは南西でトレイナー・ボロと接し、時計回りにアッパーチチェスター・タウンシップ、チェスター・タウンシップ、アップランド・ボロ、パークサイド・ボロ、リドリー・タウンシップ、および北東のエディストーンと接している。デラウェア川の対岸はニュージャージー州グロスター郡である。川面の大半はローガン・タウンシップであり、最東部がグリニッジ・タウンシップに接している。
アメリカ合衆国国勢調査局に拠れば、郡域全面積は6.0平方マイル (16 km2)であり、このうち陸地4.8平方マイル (12 km2)、水域は1.2平方マイル (3.1 km2)で水域率は19.47%である

## 人口動態
以下は2010年国勢調査による人口統計データである。
| 基礎データ - 人口: 33,972人 - 世帯数: 12,814 世帯 人種別人口構成 - 白人: 17.2% - アフリカン・アメリカン: 74.7% - ネイティブ・アメリカン: 0.4% - アジア人: 0.6% - 太平洋諸島系: 0.1% - その他の人種: 3.9% - 混血: 3.0% - ヒスパニック・ラテン系: 9.0% 世帯と家族（対世帯数） - 18歳未満の子供がいる: 32.7% - 結婚・同居している夫婦: 24.8% - 未婚・離婚・死別女性が世帯主: 32.1% - 非家族世帯: 36.6% - 単身世帯: 31.2% - 65歳以上の老人1人暮らし: 11.2% - 平均構成人数 - 世帯: 2.64人 - 家族: 3.34人 | 収入と家計 - 収入の中央値 - 世帯: 23,703米ドル - 家族: 29,436米ドル - 性別 - 男性: 29,528米ドル - 女性: 21,005米ドル - 人口1人あたり収入: 9,052米ドル - 貧困線以下 - 対人口: 27.2% - 対家族数: 22.8% - 18歳未満: 36.9% - 65歳以上: 21.8% |

## 交通

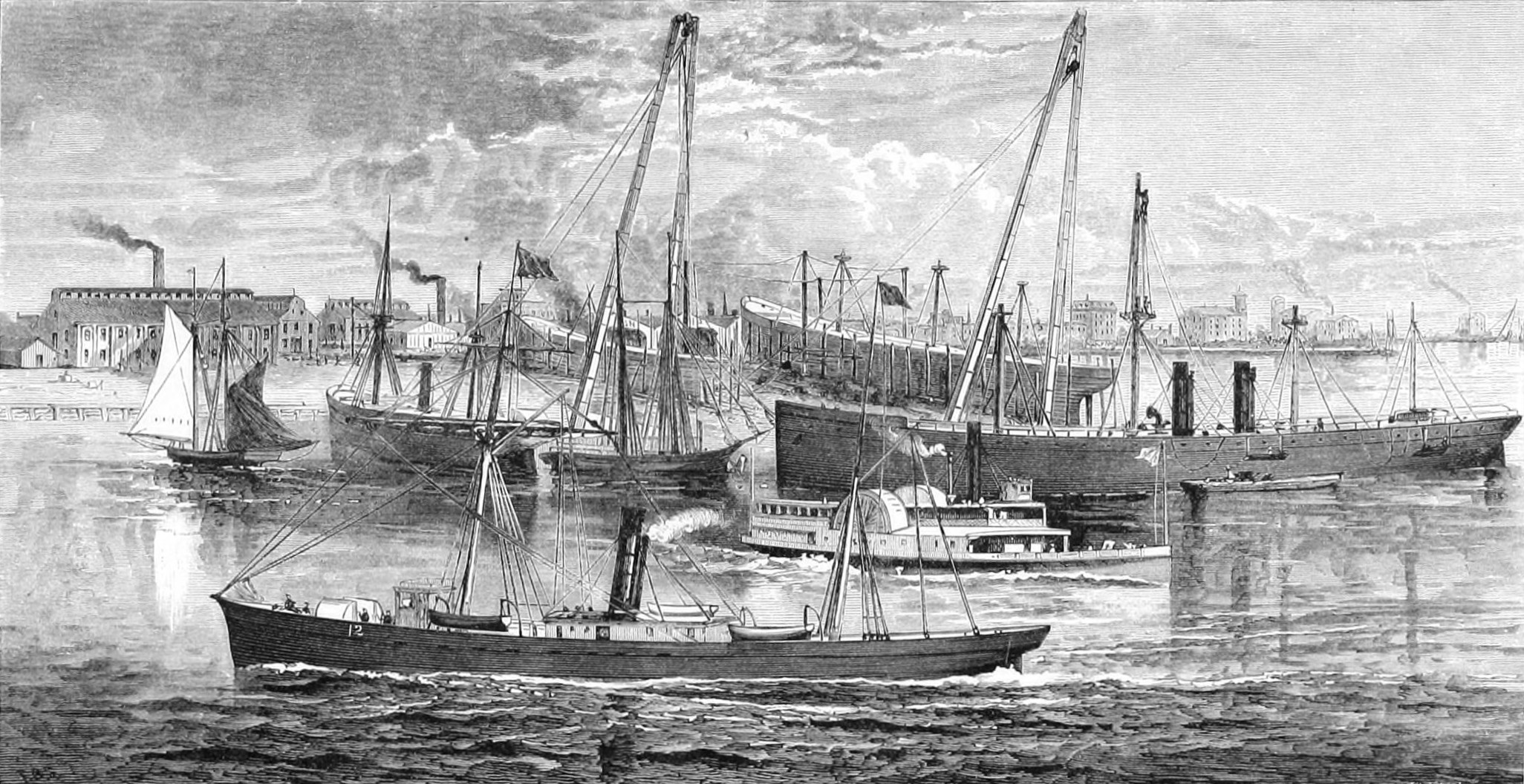
チェスター港（1875年頃）

チェスター市内では東西方向の道路が数字で呼ばれ、南北方向の道路に名前が付いている。市内を2分する大通りはアベニュー・オブ・ザ・ステイツと呼ばれ、9番通りの南である。9番通りから北はエッジモント・アベニューと呼ばれる。どちらもペンシルベニア州道320号線と同352号線であり、南行きである。北行きは隣接するマディソン通りから州間高速道路95号線を使う。1993年から2006年、ペンシルベニア州交通省が州道291号線のトレイナーからエディストーンまで、2車線から4車線への拡幅と再配置を行った。この工事はアップランドの故クラレンス・D・ベル州上院議員が推進したものであり、製油所の町であるマーカスフックとトレイナーの間、さらにフィラデルフィア国際空港の間で、少なくとも双方向に2車線の走行車線が確保できるようにした。また市内の川沿いの再開発を推進した。この再配置の前では、道は2番通りからクロスビー通りを辿り、4番通り東に入り、4車線に広げ、エディストーンの「産業道路」となった。再配置後、道路は2番通り西を辿ってコンコード・アベニューに行き、コード・アベニューの先は「産業道路」となり、キンバリー・クラーク（元のスコット製紙）をバイパスしている。

### 高規格道路と橋

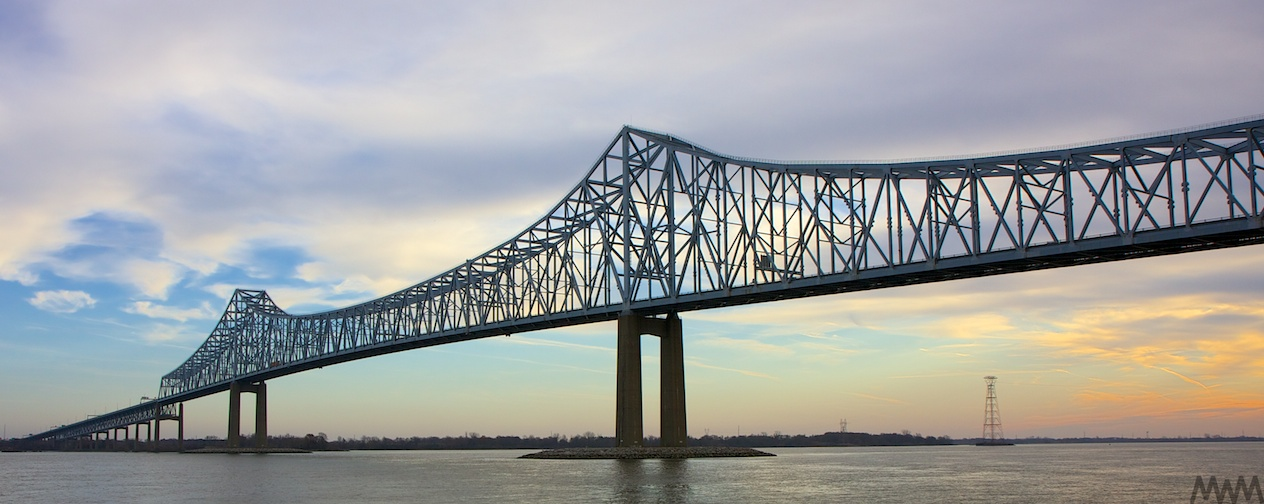
デラウェア川を跨ぐコモドア・バリー橋

州道291号線以外に、州間高速道路95号線と同476号線が市内を通っており、どちらも近くのエディストーンで合流する。州間高速道路95号線は1960年代に建設され、最初はチェスターとエディストーンの市境の北、現在の95号線と476号線のジャンクションで終わっていた。1970年代に北進され、フィラデルフィア国際空港周辺が1985年に完成した。ハイランド・アベニュー、カーリン通り、およびアベニュー・オブ・ザ・ステイツの3か所に出口があり、州道320号線を介してワイドナー大学に行くことができる。州間高速道路476号線は1920年代に州道320号線の代替路として計画され、当初は1950年代のペンシルベニア・ターンパイクの延伸部としてなり、最終的に1992年に開通した。マクデイド・ブールバードの出口から95号線を使わずに476号線に乗ることができる。
アメリカ国道13号線と322号線も市内を通っている。13号線はトレイナーから4番通り西に入り、4番通り西と9番通り西の間はハイランド・アベニューとなり、その後は9番通りをモートン・アベニューに向かう。さらにサンビレッジ地区に行ってリドリー・クリークを渡り、エディストーンでチェスター・パイクになる。
国道322号線は州間高速道路95号線の一部としてチェスターに入り、コモドア・バリー橋出口で分離する。1974年にこの橋が開通する以前、フラワー通りからデラウェア川をチェスター・ブリッジポート・フェリーで越えていた。フェリーの容量が限られていたために渋滞を起こしていた。州道291号線の拡張とチェスター・ウォーターフロントの再開発により、デラウェア川港公社とペンシルベニア州交通省が291号線への入り口と出口を整備し、市内の通りを遣わなくても直接ウォーターフロントに行けるようにした。このランプは2007年から2010年に建設され、2011年に開通した。
チェスターからコンコードビルのアメリカ国道1号線までの国道322号線を2車線から4車線に拡幅する議論が行われている。現在の道路は州間高速道路95号線に左車線で合流し、1.6キロメートルの間に3回車線変更してコモドア・バリー橋出口ランプに行く。このような大規模工事は、市内の犯罪が多いハイランド・ガーデンズ地区の家屋を多く解体し、近くのチェスター・タウンシップの土地を接収することになる。

### 公共交通機関
チェスターの公共交通は、1968年にフィラデルフィア郊外交通局（別名レッドアロー・ラインズ）を買収した南東ペンシルベニア交通局（SEPTA）が担当している。市内事業地区にあるチェスター交通センターからバス路線7本が出ている。1本はフィラデルフィアおよびフィラデルフィア国際空港とを繋ぎ、別の1本はデラウェア州と繋いでいる。どちらの路線も市内にあるハラーのフィラデルフィア・レーストラックとカジノを通り、またデラウェア線は市内ウォーターフロントにあるサッカー場のスバル・パークを通る。
セプタには通勤電車のウィルミントン・ニューアーク線もある。アムトラックの北東回廊線を使っている。バス路線の中心であるチェスター交通センターは鉄道駅でもあり、またそこから南西6キロメートルにはハイランド・アベニュー駅もある。3つ目のラモキン通り駅はコモドア・バリー橋の東1.6キロメートルにあったが、利用客が少なかったために2003年に閉鎖され、解体された。
チェスター交通センターは、パオリ・ソーンデール線のパオリ駅と同様、元ペンシルバニア鉄道のニューヨーク・ワシントン線の通勤電車と都市間電車の停車駅だった。1971年にアムトラックが都市間輸送を行うようになると、チェスター交通センターを通らなくなった。ただし、1978年4月30日から1983年10月29日まで、フィラデルフィアとワシントンを結んだ「チェサピーク」列車が、毎日1往復停車していた。

## 教育

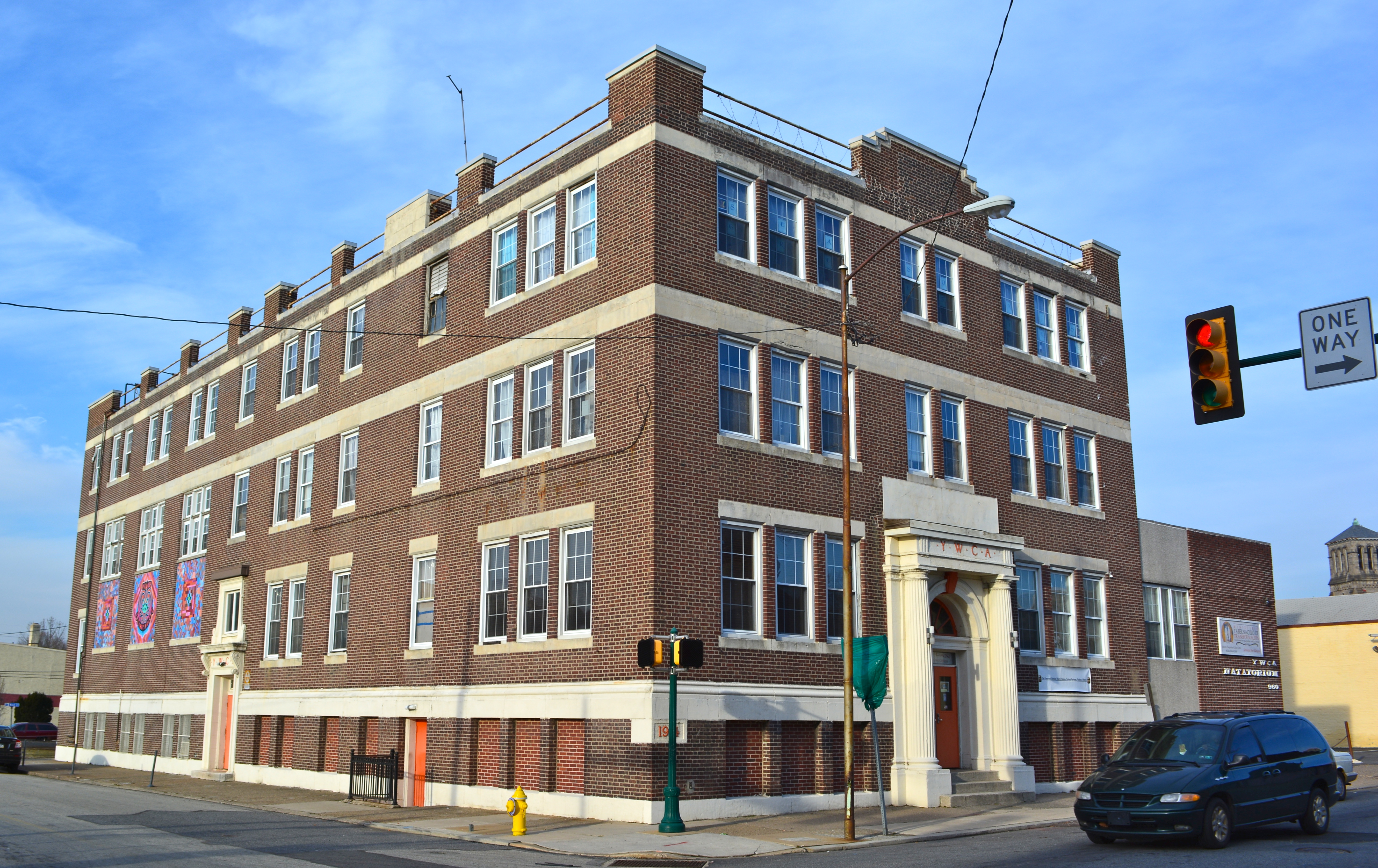
YWCA

### 初等中等教育

#### 公立学校
チェスター・アップランド教育学区が市内と、隣接するチェスター・タウンシップ、アップランドを担当している。チェスター高校は現在学区唯一の高校であるが、近年学区の活性化委員会が2つのマグネット・スクールの開発を検討している。1つは芸術に、1つは科学技術に専門家する予定である。

#### 教区学校

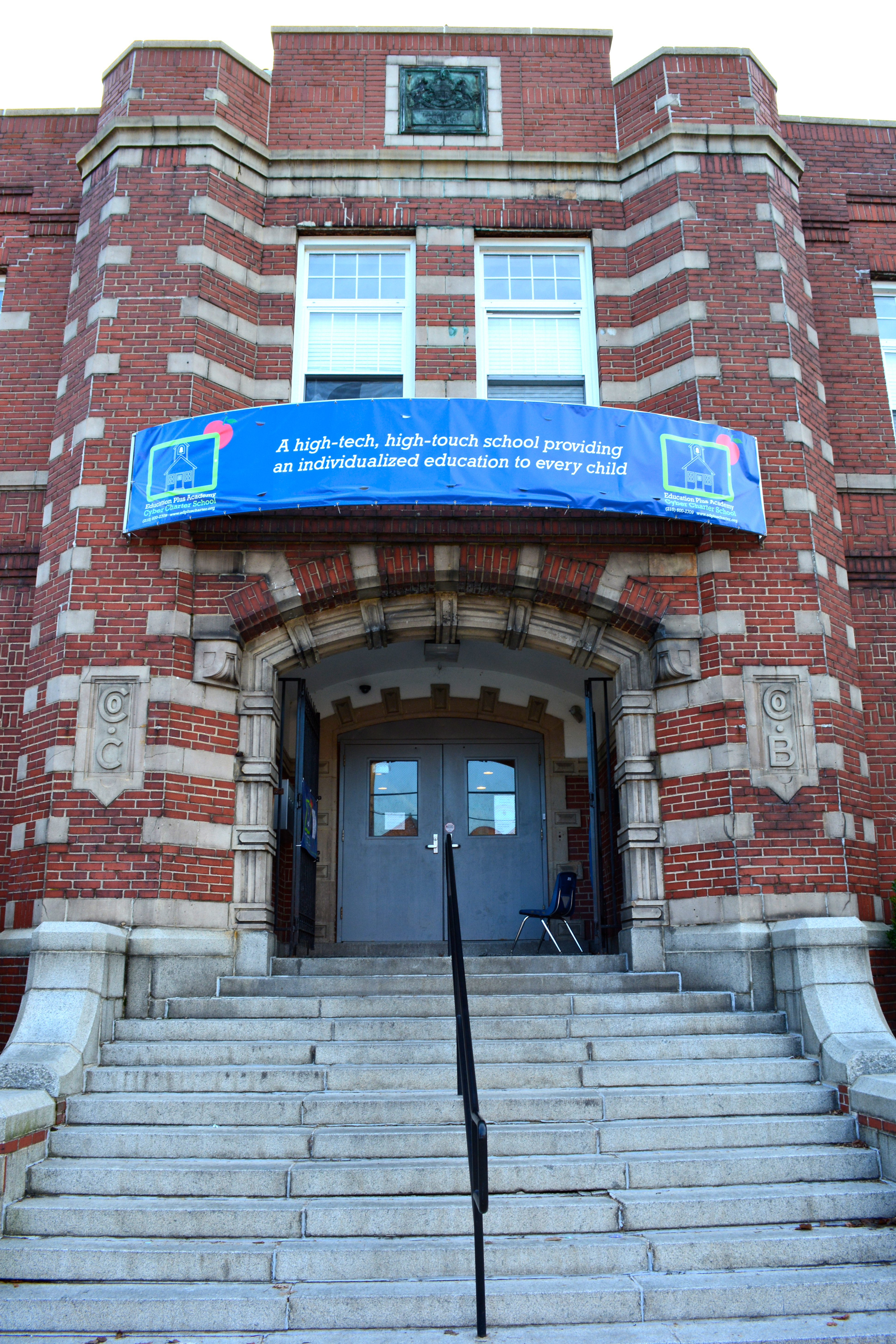
ウィル・プライスが設計した元の武器庫、現在はチャータースクール

セントキャサリン・ドレクセル教区は1993年にフィラデルフィア大教区が、市内のローマ・カトリック教区を全て統合することで設立したものであり、市内唯一の教区学校を経営している。セントジェイムズ男子高校は、市内の「もう1つの高校」であり、長年チェスター高校とフットボールのライバル校だったが、入学者数減により、1993年に閉校になった。最も近いカトリック系高校はスプリングフィールド・タウンシップにあるカーディナル・オハラ高校か、デラウェア州クレイモントのアーチミア・アカデミーである。

#### チャータースクール
チェスター・コミュニティ・チャータースクールは1998年に設立され、幼稚園から8年生まで2,000人以上を教えるチャータースクールである。現在はスティーブン・リーが運営している。

### 高等教育機関
- ワイドナー大学、元ペンシルベニア士官学校
- スリーパーズ・カレッジ、1910年に設立された「事務と商業訓練」の専門学校

## スポーツ
| クラブ名                   | 所属リーグ             | 試合場         | 設立年 | 優勝履歴 |
| -------------------------- | ---------------------- | -------------- | ------ | -------- |
| フィラデルフィア・ユニオン | メジャーリーグサッカー | スバル・パーク | 2010年 |          |

### サッカー

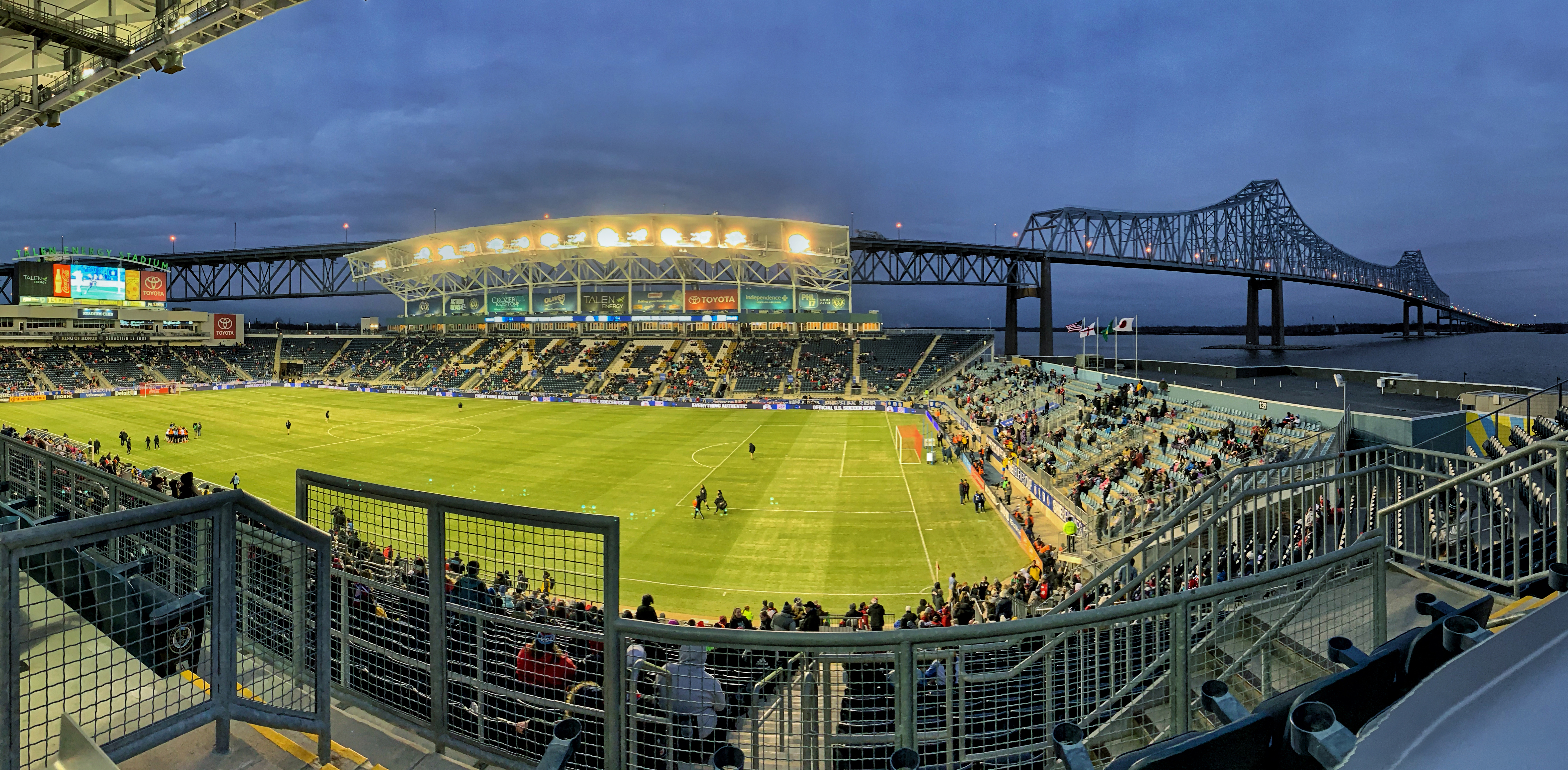
スバル・パーク

フィラデルフィア・ユニオンがチェスター市を本拠地としている。コモドア・バリー橋の袂にあるサッカー専用競技場であるスバル・パークで試合を行う。この競技場はデラウェア川傍にあり、リバータウンと呼ばれた大規模開発の一部である。州知事エド・レンデルと州議会上院多数党総務ドミニク・ピレッジが2008年初期にリバータウン開発の予算を発表した。PPLパークの建設には2,500万ドルが充てられ、さらに2段階でタウンハウス186戸、アパート25棟、床面積335,000平方フィート (31,100 m2) のオフィス、20万平方フィート (19,000 m2) の会議場、2万平方フィート (1,900 m2) 以上の小売スペース、1,350台収容の駐車場に700万ドルが掛けられる。第2段階では、200戸のアパート、10万平方フィート (9,300 m2) の事務所、22,000平方フィート (2,000 m2) の小売スペースが追加される。

### 競馬
2008年1月22日に「ハラーズ・チェスター」が開場し、ブランディワイン競馬場やリバティベル・パーク競馬場で行われていた競馬レースを地元で開催できるようになった。レーシノ（競馬場併設カジノ）の形式であるため建設反対運動があった。レーストラックの一部はデラウェア川の水上に張り出す構造になっている。

## 著名な出身者
ジョン・モートン、チェスター住民、アメリカ独立宣言採決に決定的な票を投じた。
ジャズの有名人エセル・ウォーターズは1896年10月31日にチェスターで生まれた。マーティン・ルーサー・キング・ジュニアはクローザー神学校で1951年に神学士号を得た。
ビル・ヘイリー・アンド・ヒズ・コメッツはロックンロールの草分けバンドであり、チェスターを本拠にして、1960年代まで法人本社を維持した。そのメンバーの多くはチェスターか近くの町の出身だった。
その他の著名人には以下の者がいる。
- タイリーク・エバンス、NBAバスケットボール選手、サクラメント・キングス
- ダニー・マートー、ピッツバーグ・パイレーツ監督、1960年と1971年にワールドシリーズを制した
- ジャミーア・ネルソン、NBAバスケットボール選手、オーランド・マジック
- アレックス・ノース、作曲家
- デイビッド・ディクソン・ポーター、南北戦争時のアメリカ海軍英雄